# Lee Seo-hwan
Pour les articles homonymes, voir Lee.
Lee Seo-hwan (coréen : 이서환), né sous le nom de Lee Young Gi (né le 6 mars 1973 à Incheon), Lee Seo-hwan est un acteur et écrivain sud-coréen.

## Biographie

### Carrière
En 2021, Lee Seo-hwan intègre le casting de la série Netflix, Squid Game de Hwang Dong-hyeok en tant qu'invité puis en 2024, il devient un des personnages principales à partir de la saison 2,.

## Filmographie

### Cinéma
- 2018 : The Drug King de Woo Min-ho :
- 2019 : Innocent Witness de Han Lee : Broker
- 2019 : Le Gangster, le Flic et l'Assassin de Lee Won-tae : homme devant la voiture
- 2020 : Deliver Us from Evil de Hong Won-chan : Lee Young-bae
- 2023 : Seuwichi de Ma Dae-yun : Directeur Oh

### Télévision
- 2021 : Lost : Jang-gyu
- 2021-2025 : Squid Game : Park Jung-bae (no 390)
- 2025 : Lycéen sous couverture : Directeur KIm